# Acronicta defigurata
Acronicta defigurata là một loài bướm đêm trong họ Noctuidae.